# Veríssimo Aguiar Cabral
Veríssimo Manuel Aguiar Cabral (Ponta Delgada, 25 de Maio de 1825 — Ponta Delgada, 28 de Outubro de 1891) foi um advogado e político que, entre outras funções, foi governador civil do Distrito de Ponta Delgada. 